# معاداة العرب

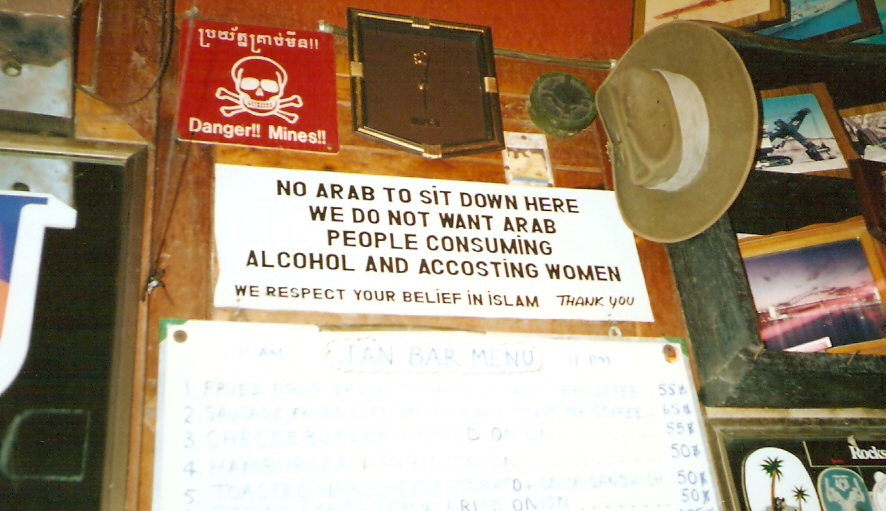
لافتة في حانة في تايلند تعبر عن معاداة العرب تقول: ممنوع جلوس العرب هنا، لانريد عرباً يستهلكون الكحول ويتحدثون للنساء -نحن نحترم إيمانك بالإسلام- شكراً لك

معاداة العرب، المشاعر المعادية للعرب أو العربوفوبيا تشمل معارضة، أو كراهية، أو الخوف من أو الدعوة إلى الإبادة الجماعية للشعوب العربية. يجري عادةً الخلط بين هذا المصطلح ومصطلح معاداة الإسلام. هناك العديد من الأقليات غير المسلمة العربية، مثل الأقباط في مصر والعرب المسيحيين في فلسطين ولبنان وسوريا والعراق، كما يوجد أقليات من اليهود العرب.
تاريخياً «معاداة العرب» كانت موضوعاً رئيسياً في بعض الأحداث مثل سقوط الأندلس، وإدانة العرب في إسبانيا من قبل محاكم التفتيش الإسبانية، وثورة زنجبار في عام 1964، الشغب في كرونولا في أستراليا 2005. في العصر الحالي التحيز العنصري ضد العرب موجود في العديد من البلدان بما في ذلك إيران، بولندا، فرنسا، أستراليا، إسرائيل، الولايات المتحدة الأمريكية (بما في ذلك هوليوود). ألفتِ العديد من المنظمات لحماية الحقوق المدنية للمواطنين العرب في الولايات المتحدة، مثل اللجنة الأمريكية العربية لمكافحة التمييز (ADC) ومجلس العلاقات الأمريكية الإسلامية (CAIR).

## نظرة تاريخية
وجد العداء للعرب في أوروبا والأمريكيتين لقرون[بحاجة لمصدر]. استهدف العرب في إسبانيا منذ القرن الخامس عشر عندما سقطت غرناطة، آخر دولة عربية في الأندلس. تحول جزء من العرب إلى المسيحية سواء طواعية أو بالإكراه، وأطلق عليهم لقب الموريسكيون، وبناءً على مرسوم 1609 جرى طرد من تبقى منهم من إسبانيا إلى شمال أفريقيا بعد اضطهادٍ طويلٍ من قبل محاكم التفتيش في إسبانيا. نحتت كلمة «مورو» التي تحمل معاني سلبية كإشارة إلى العرب. كما جرى اعتقال ونفي 7,000 عربي بعد أن ألحقت ولاية حيدر أباد المحكومة من قبل المسلمين بالهند في سنة 1948[بحاجة لمصدر].

### معاداة العرب في فارس
معاداه العرب فی الأدب الفارسی یعود الی الکثیر من الكتاب الفرس ومنهم صادق تشوبک وبادکوبه اللذان [بحاجة لمصدر]عرفا بمعاداتهم للقومیة العربیة فی کتاباتهم.
وأیضاً ثمة أشعارٌ منسوبةٌ لکبار الشعراء الفرس تنضح بمعاداة العرب وتحقیر القومیة العربیة[بحاجة لمصدر] ومنها اشعار منسوبه للشاعر الغنائی الفارسی «الفردوسي» (صاحب ملحمة: «شاهنامه» وتعنی بالعربیة کتاب الملک) وفیها یحقر العرب وهی کالتالی مع ترجمتها:
زشیرشترخوردن وسوسمار /عرب را به جایی رسیده است کار=من شراب حلیب الإبل واکل الجرابیع وصلت جرائه العرب لحدان.
/که تاج کیانی کند ارزو، تفو برتوای جرخ گردون تفو= ان یتمنی تاج الملکیه ا بصق علی وجه الزمان بصقل.
/عرب هرکه باشد به من دشمن است، کزاندیش وبدخوی واهریمن است=العربی عدوی ممن کان، فهو منحرف الفکروسیء الطباع وشیطان.
أحد الکتاب ممن قاموا بمعاداة العرب «میرزا آغا خان کرمانی» وصف العرب بمعشر آکلي الجرابیع الذین یعیشون حفاةً فی الصحراء، وفی کتاب «رحلات ناصرخسرو» (القرن 11المیلادي) وصف العرب بأنهم مجرد أناس قساةٍ غیر متحضرین[بحاجة لمصدر].
وأیضاً نجد نمط الکتابة نفسه لدی «صادق هدایت» الذی ذم العرب فی جمیع کتبه[بحاجة لمصدر] ومن الکتاب الفرس نستطیع ذکر «فتح علی اخوند زاده» و«میرزا آقا کرماني» وکثیر من المعاصرین الذین وصفوا العرب کأناس وحوش وسکان بادیه[بحاجة لمصدر]وحملوهم مسؤولیة زوال «الإمبراطوریة الساسانیة» التی وصفوها بمهد التمدن والثقافة الفارسیة ومنها نذکر کلام «صادق هدایت» عندما قال بأن الثقافة الإسلامیة الفارسیة دخیلة ووجودها عند الفرس لیس إلا نتیجة انتصار الشیطان علی الأفکار النیّرة الفارسیة.

## معاداة العرب حديثا

### أستراليا

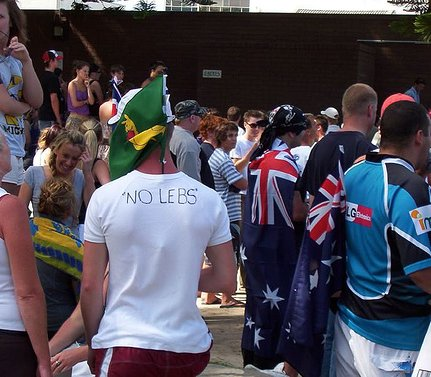
شغب كرونولا في سيدني بأستراليا في كانون الأول / ديسمبر 2005.

وصفت أحداث شغب كرونولا في سيدني في أستراليا في كانون الأول / ديسمبر 2005 بأنها «عنصرية ضد العرب» من قبل قادة المجتمع المحلي. ذكر رئيس حكومة «نيو ساوث ويلز» «موريس Iemma» إن العنف كشف عن «الوجه القبيح للعنصرية في هذا البلد».
في تقرير حقوق الإنسان وتكافؤ الفرص لسنة 2004 ذُكر أن أكثر من ثلثي المسلمين والعرب الأستراليين يقولون إنهم عانوا من العنصرية أو خطاب كراهيةٍ منذ هجمات 11 أيلول / سبتمبر 2001 وأن 90% من النساء المشاركات في الدراسة قد عانين من الاعتداء العنصري أو العنف.
آدم هدى وهو محامٍ لبناني مسلم تعرض مراراً لمضايقاتٍ من قبل قوة شرطة نيو ساوث ويلز. جرى القبض على آدم أو اعتقل ست مراتٍ في 11 عاماً، وقد رفع دعوى ضد قوة الشرطة بسبب الملاحقة غير المبررة والمضايقة ثلاث مرات. يدعي آدم أن دافع الشرطة هو العنصرية التي يقول إنها «على قيد الحياة ومنتعشة» في بانكستاون. أوقف آدم أثناء الذهاب إلى الصلاة مع الأقارب والأصدقاء وتعرض إلى تفتيش جسدي مهين، وتعرض للعديد من الاتهامات التي لا أساس لها بالسرقة أو حمل سكين. صرح محام معروف لصحيفة «سيدني مورنينغ هيرالد» أن تحرش الشرطة بآدم هدى يرجع إلى عداء الشرطة اتجاه عملاء آدم من المجتمع العربي الأسترالي. اعتقل آدم خطأ لأول مرة في عام 2000 وحصل على 145,000 دولار أسترالي كتعويض عن الأضرار من قبل القاضي الذي وصف محاكمته بأنها «صادمة». اكتشف أن الشرطي «لانس ستيبينغ» قام بالقبض على آدم فضلاً عن استخدام الشتائم ضده والحديث «بطريقة تهديدية». كان ستيبينج مدعوماً من قبل ضباط الشرطة الآخرين ضد شهادة العديد من شهود العيان. في عام 2005 اتهم آدم هدى الشرطة بتعطيل هاتفه المحمول مما يجعل من الصعب عليه أداء عمله كمحامي دفاع جنائي.

### جمهورية التشيك
في أيلول / سبتمبر عام 2008 اشتكى مسلمون من معاداة العرب والإسلام في جمهورية التشيك. كانت جمهورية التشيك معروفة بأنها الدولة الأكثر معاداةً للعرب في أوروبا في العام 2008.

### فرنسا
اعتادت فرنسا على أنها إمبراطورية، ولايزال لديها نفوذ في مرحلة ما بعد الاستعمار في مستعمراتها السابقة، وهي تستخدم أفريقيا كاحتياطي للقوة العاملة خصوصاً في أوقات الحاجة. خلال الحرب العالمية الأولى اضطرت جهود التعمير والنقص إلى جلب فرنسا الآلاف من العمال من شمال أفريقيا. ومن مجموع 116,000 عاملٍ كانوا لديها بين (14-1918) كان 78,000 من الجزائريين، 54,000 من المغاربة، وجلب التونسيون كذلك. جرت تعبئة مئتين وأربعين ألف جزائري خدم معظمهم كجنودٍ في فرنسا. وهذا يشكل أكثر من ثلثِ الرجال الفرنسيين الذين تتراوح أعمارهم بين 20-40. ووفقاً للمؤرخ عبد الله لاروي (بالفرنسية: Laroui) أرسلت الجزائر 173,000 جندي قتل 25,000 منهم. وتونس 56,000 قتل منهم 12,000. ساعد الجنود المغاربة أيضاً في الدفاع عن باريس وذهبوا إلى «بوردو» في العام 1916. بعد استقلال الجزائر ألقى أحد كبار المستشرقين محاضرةً في مدريد بعنوان: «لِمَاذَا كُنَّا نُحَاوِلُ البَقَاءَ فِي الجَزَائِرِ؟» أوجاب على السؤال بشرح مستفيض ملخصه: إِنَّنَا لَمْ نَكُنْ نُسَخِّرُ نِّصْفَ مَلْيُونَ جُنْدِيٍّ مِنْ أَجْلِ نَبِيذِ الجَزَائِرِ أََوْ صَحَارِيهَا.. أََوْ زَيْتُونَهَا... إِنَّنَا كُنَّا نَعْتَبِرُ أَنْفُسَنَا سُورَ أُورُوبَا الذِي يَقِفُ فِي وَجْهِ زَحَف إِسْلاَمِيٍّ مُحْتَمَلٍ يَقُومُ بِهِ الجَزَائِرِيُّونَ وَإِخْوَانُهُمْ مِنَ المُسْلِمَينَ عَبْرَ المُتَوَسِّطِ، لِيَسْتَعِيدُوا الأَنْدَلُسَ التِي فَقَدُوهَا، وَلِيَدْخُلُوا مَعَنَا في قَلْبِ فِرَنْسَا بِمَعْرَكَةِ بْوَاتْيِهْ جديدة يَنْتَصِرُون فيها، وَيَكْتَسِحُونَ أُورُوبَا الوَاهِنَةَ، وَيُكْمِلُونَ مَا كَانُوا قََدْ عَزَمُوا عَلَيْهِ أَثْنَاءَ حَلْمِ الأُمَوِيِّينَ بِتَحْوِيلِ المُتَوَسِّطِ إِلَى بُحَيْرَةٍ إِسْلاَمِيَّةٍ خَالِصَةٍ.مِنْ أَجْلِ ذَلِكَ كُنَّا نُحَارِبُ فِي الجَزَائِرِ». ويقول هانوتو وزير خارجية فرنسا: «رَغْمَ اِنْتِصَارَنَا عَلَى أُمَّةِ الإِسْلاَمِ وَقَهْرِهَا، فَإِنَّ الخَطَرَ لاَيَزَالُ مَوْجُوداً مِنْ اِنْتِفَاضِ المَقْهُورِينَ الذِينَ أَتْعَبَتْهُمْ النَّكَبَاتُ التِي أَنْزَلْنَاهَا بِهِمْ لأَنَّ هِمَّتَهُمْ لَمْ تَخْمَدْ بَعْدُ...».
بعد الحرب استدعى التعمير والنقص في اليد العاملة الحاجة لعددٍ أكبر من العمال الجزائريين. الهجرة (أو الحاجة إلى اليد العاملة) عادت إلى مستوى عال بحلول عام 1936. كان هذا جزئياً نتيجة التوظيف الجماعي في القرى، والذي أجري من قبل الضباط الفرنسيين وممثلي الشركات. استمر توظيف العمالة طوال عقد الأربعينات. كان معظم العمال من شمال أفريقيا يعينون في الوظائف الخطرة وذات الأجور المنخفضة أو غير المرغوب فيها من قبل العمال الفرنسيين العاديين.
هذا العدد الكبير من المهاجرين كان له تأثير إيجابي كبير على نمو فرنسا الاقتصادي السريع بعد انتهاء الحرب العالمية الثانية. تميز عقد السبعينات بالركود وتلاه وقف برامج هجرة العمالة وشن الحملات على الهجرة غير الشرعية. خلال الثمانينات أدى عدم الرضا عن السياسة الاجتماعية الخاصة بالرئيس فرنسوا ميتران إلى صعود جان-ماري لوبان وغيره من اليمين المتطرف القومي الفرنسي. ألقى الجمهور باللوم على نحو متزايد على المهاجرين بخصوص المشاكل الاقتصادية الفرنسية. وفقاً لاستطلاع رأيٍ ورد في صحيفة اللوموند في آذار / مارس 1990 فإن 76 ٪ من الذين شملهم الاستطلاع قالوا: «إن هناك الكثير من العرب في فرنسا» في حين قال 39% إن لديهم «نفوراً» من العرب. في السنوات التالية لوحظ أن وزير الداخلية شارل باسكوا كان يعمل بشكل كبير على تشديد قوانين الهجرة.
في أيار / مايو 2005 اندلعت أعمال شغبٍ بين أفراد من شمال أفريقيا وغجر في بربينيا بعد إطلاق النار على شابٍ عربي وإعدام عربي آخر دون محاكمة من قبل مجموعة من الغجر.
قانون جاك شيراك المثير للجدل بحظر الحجاب، والذي جرى تعليله بعلمنة المدارس فُسّر من قبل منتقديه بأنه «إضفاء شرعية بصورة غير مباشرة للصور النمطية ضد العرب وتشجيع العنصرية بدلاً من منعها».
يوجد معدل أعلى من التنميط العنصري في حالة السود والعرب من قبل الشرطة الفرنسية.

### النيجر
في تشرين الأول / أكتوبر 2006 أعلنت حكومة النيجر ترحيل أفراد من قبيلة البقارة العرب ممن يعيشون في ديفا بالمنطقة الشرقية من النيجر إلى تشاد. وبلغ عددهم 150,000. حين كانت الحكومة تحشد العرب تحضيراً للترحيل ماتت فتاتان. ويقال إنه بعد فرارهم من القوات الحكومية عانت ثلاث نساءٍ من الإجهاض. علقت حكومة النيجر في نهاية المطاف قرارها المثير للجدل بترحيل العرب.

### باكستان
كما أدى صيد بعض الأثرياء العرب من دول الخليج العربي للحبارى المهددة بالانقراض في باكستان للاستهلاك باعتبارها منشطاً جنسياً طبيعياً إلى مشاعرَ سلبيةٍ ضد الأثرياء العرب في باكستان.

### المملكة المتحدة
في العام 2008 قتل فتى قطري يبلغ من العمر 16 عاماً على يد حشدٍ عنصريٍ في مدينة هاستينغز.

### وسائل الإعلام الغربية
ينظر إلى مناطقَ من هوليوود على أنها تستخدم عدداً غير متناسبٍ من العرب الأشرار، وتصور العرب سلباً ووفقاً للصور النمطية عنهم. وفقاً لغودفري شيشاير الناقد في نيويورك بريس: «الصورة النمطية العنصرية الوحيدة التي -ليس فقط مايزال يُسمح بها- ولكنها تنشط كذلك في هوليوود هي أن العرب إرهابيون مجانين».
مثل الصورة المتوقعة لليهود في عصر ألمانيا النازية فإن صورة العرب المتوقعة في الأفلام الغربية في كثير من الأحيان هي «محبو المال الذين يسعون للهيمنة على العالم، ويعبدون إلهاً مختلفاً، ويقتلون الأبرياء، ويشتهون الشقراوات».
تلقى فيلم قواعد الاشتباك سنة 2000 انتقاداتٍ من الجماعات العربية ووصف بأنه «ربما كان الفيلم الأكثر عنصريةً ضد العرب في هوليوود في التاريخ» من قبل ADC، وكتب بول كلينتون عنه من بوسطن غلوب: «في أسوأ الأحوال هو عنصرية صارخة، وذلك بتصوير العرب كشخصيات كارتونية شريرة».
بحث جاك شاهين في كتابه ريل باد آرابز، أكثر من 900 تشخيص لعربٍ في الأفلام. من هؤلاء فقط اثنا عشر دوراً كان إيجابياً و50 متوازناً أو حيادياً. كتب شاهين «التصورات النمطية [للعرب] متأصلة بعمق في السينما الأمريكية. منذ 1896 حتى اليوم عمل السينمائيون مجتمعين على اتهام كل العرب بأنهم عدو الشعب رقم 1 –وحشيون، بلا قلب، غير حضاريين، متعصبون دينياً، مهوسون بالمال وعازمون على ترويع الغرب المتحضر خاصة [المسيحيين] و [اليهود]. لقد حدث الكثير منذ عام 1896 ... ولكن إلى هذا اليوم التصورات عن العرب مازالت مثيرةً للاشمئزاز وغير معبرةٍ كما هي في وقتٍ مضى.»
وفقاً للكاتب في نيوزويك ميغ غرينفيلد المشاعر المعادية للعرب في الوقت الحاضر تعزز المفاهيم الخاطئة حول العرب وتعوق تحقيق سلام حقيقي في الشرق الأوسط.
في عام 1993 واجهت «اللجنة الأمريكية العربية لمكافحة التمييز» شركة ديزني حول المحتوى العنصري في فيلم الرسوم المتحركة "علاء الدين" (1992). في البداية نفت ديزني أي مشاكل ولكنها في نهاية المطاف رضخت لتغيير سطرين في الأغنية الافتتاحية. أعضاء ADC لايزالون غير سعداءٍ بتصوير الشخصيات العربية والإشارة إلى الشرق الأوسط على أنه «بربري».
في عام 1980 الرابط -وهي مجلة تنشر من قبل «الأميركيين لفهم الشرق الأوسط»- نشرت مقالة «الصور النمطية للعرب في التلفزيون»، وذكرت الصور النمطية للعرب التي ظهرت في البرامج التلفزيونية بما في ذلك وودي نقار الخشب، وجوني كويست، وبرنامج تعليمي للأطفال يظهر على PBS.

## وصلات خارجية
- معاداة العرب في مشروع عنصري جديد
- «معاداة العرب» لمواجهة «معاداة السامية»